# Stanisław Bieniowski
Stanisław Bieniowski (ur. 3 sierpnia 1874 w Korszyłówce, zm. ?) – polski nauczyciel, poseł do austriackiej Rady Państwa.

## Życiorys
Urodził się w rodzinie nauczycielskiej, jego ojcem był Jan nauczyciel w szkole ludowej w Korszyłówce w pow. skałackim. Ukończył seminarium nauczycielskie w Tarnopolu (1893).
Nauczyciel i prowadzący szkołę powszechną 1-klasową w Siemikowicach, w powiecie podhajeckim (1894–1895). Nauczyciel nadetatowy w 5-klasowej szkole powszechnej (męskiej) w Brzeżanach (1896). Nauczyciel i prowadzący 1-klasową szkołę powszechną we wsi Krzywe w powiecie brzeżańskim (1897-1900). W 1899 zdał egzamin wydziałowy. Nauczyciel w 5-klasowej szkole powszechnej (mieszanej) w Skałacie (1901-1904). Kierownik 5-klasowej szkoły powszechnej (żeńskiej) w Borszczowie (1905), potem 5-klasowej szkoły powszechnej (męskiej) w Skałacie (1906−1907) a następnie 7-klasowej szkoły powszechnej w Zaleszczykach (1908-1914). Członek Okręgowej Rady Szkolnej w Skałacie (1906−1907). Członek komisji egzaminacyjnej dla nauczycieli i nauczycielek szkół wydziałowych i powszechnych w Zaleszczykach (1909-1914). W wybrany prezesem Koła TSL w Skałacie. Członek Zarządu Głównego Polskiego Towarzystwa Pedagogicznego we Lwowie (1909-1914).
Poseł do austriackiej Rady Państwa XI kadencji (25 stycznia 1909 – 30 marca 1911) wybrany z listy konserwatystów jako zastępca posła w okręgu wyborczym nr 70 (Skałat-Podwołoczyska-Grzymałów-Kopyczyńce-Husiatyn), mandat objął 25 stycznia 1909 po rezygnacji Eustachego Zagórskiego. Został wtedy określony jako „pierwszy poseł nauczycielski z powszechnych wyborów w Galicji” i był jednym z najmłodszych parlamentarzystów licząc 34 lata. Członek frakcji konserwatywnej potem narodowodemokratycznej w Kole Polskim w Wiedniu. W parlamencie zabierał głos w sprawach oświatowych, m.in. 17 marca 1909 wraz z posłem Adamem Kopycińskim zgłosił wniosek by nauczyciele szkół ludowych otrzymali obniżkę cen jazdy na kolejach państwowych. 24 marca 1912 został wybrany do Komitetu Głównego Stronnictwa Demokratyczno-Narodowego.
W okresie międzywojennym powiatowy inspektor szkolny w Rudkach w Okręgu Szkolnym Lwowskim (1922-1926). W Rudkach był wiceprezesem koła Związku Ludowo-Narodowego, a następnie Obozu Wielkiej Polski.